# Więzadło pęcherzowo-maciczne
Więzadło pęcherzowo-maciczne (łac. ligamentum vesicouterinum) – w anatomii człowieka jedno z więzadeł należących do układu wieszadłowego macicy. Jest to parzyste, niezbyt silne pasmo łącznotkankowe biegnące od przedniej powierzchni szyjki macicy do przodu, pod otrzewną zagłębienia pęcherzowo-macicznego, do dna pęcherza moczowego. Zawiera wiązki mięśniówki gładkiej – mięsień pęcherzowo-maciczny.